# Christian Reyes
Christian Antonio Reyes Alemán (Liberia, 2 de noviembre de 1995) es un futbolista costarricense de origen nicaragüense. Juega como defensa y su actual equipo es el Municipal Liberia de la Primera División de Costa Rica.

## Trayectoria

### Inicios de su carrera
Reyes inició su carrera en el Alto Rendimiento del cuadro del Municipal Liberia, tras el ascenso del conjunto liberiano a la máxima categoría en la temporada 2014-2015, el director técnico, Érick Rodríguez, le da la oportunidad de estar en el primer equipo para el Verano 2016, el futbolista se mantuvo en el club hasta el Clausura 2018, donde el conjunto de Liberia terminó descendiendo a la Segunda División, tras concluir de último en la Temporada 2017-2018. 
Su talento y regularidad hizo que para el Apertura 2018 fuera contratado por el C.S. Herediano.
Reyes consiguió dos títulos con Herediano en el 2018, en el mes de noviembre obtiene el título de la Liga Concacaf tras vencer en la final al Motagua de Honduras en Tegucigalpa, tras ganar en el global 3 a 2, en el juego de ida derrotaron a los catrachos 2 a 0 en el Estadio Rosabal Cordero, y en la vuelta perdieron el juego 2 a 1 en el Estadio Tiburcio Carias.
Luego el 23 de diciembre del 2018, consigue Herediano su cetro número 27 tras vencer en la Final del Apertura 2018, al Deportivo Saprissa 5 a 4 en el global, empatando en la ida 2 a 2 en el Rosabal Cordero, y ganar en la vuelta 3 a 2 en el Estadio Ricardo Saprissa, inclusive Reyes marcó el segundo tanto para los rojiamarillos al minuto 70 de juego que puso el empate en el global y obligó al alargue.
En diciembre del 2023 se confirmó su regreso a su amado Municipal Liberia, club donde formó como jugador y donde de inmediato fue designado como capitán del plantel comandado por Minor Díaz. 
El zaguero originario de Sardinal, Carrillo, Guanacaste, logró una proeza el 25 de enero del 2024 al llegar a 100 partidos en la primera división con la camiseta del cuadro liberiano, donde es muy querido por la afición.  

## Clubes
| Club                                  | País       | Año                |
| ------------------------------------- | ---------- | ------------------ |
| AD Municipal Liberia Alto Rendimiento | Costa Rica | 2014 - 2015        |
| Municipal Liberia                     | Costa Rica | 2016 - 2018 - 2024 |
| C.S. Herediano                        | Costa Rica | 2018 - 2021        |
| AD Guanacasteca                       | Costa Rica | 2021               |
| Pérez Zeledón                         | Costa Rica | 2022-2023          |

## Palmarés

#### Títulos nacionales
| Título                         | Club                 | País       | Año  |
| ------------------------------ | -------------------- | ---------- | ---- |
| Primera División de Costa Rica | Club Sport Herediano | Costa Rica | 2018 |
| Primera División de Costa Rica | Club Sport Herediano | Costa Rica | 2019 |
| Supercopa de Costa Rica        | Club Sport Herediano | Costa Rica | 2020 |

#### Títulos internacionales
| Título             | Club                 | País     | Año  |
| ------------------ | -------------------- | -------- | ---- |
| Liga Concacaf 2018 | Club Sport Herediano | Honduras | 2018 |